# Strepera
Strepera Lesson, 1831 è un genere di uccelli passeriformi della famiglia Artamidae.

## Etimologia

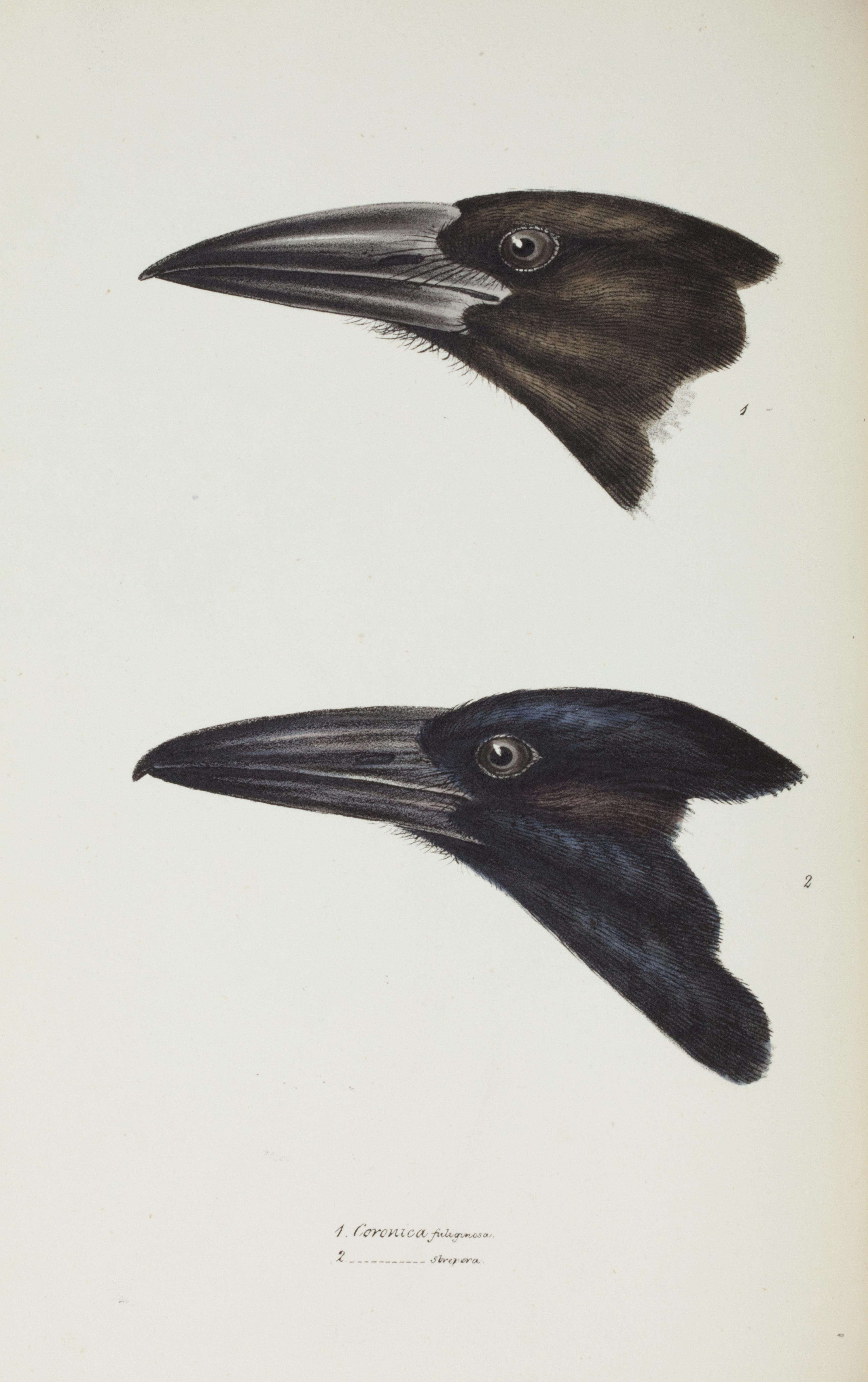
In alto S. fuliginosa
In basso S. graculina.

Il nome scientifico del genere, Strepera, deriva dal tardo latino e significa "rumorosa", in riferimento alla loquacità di questi uccelli. Il nome comune collettivo di currawong, col quale sono note le specie ascritte al genere, è un'onomatopea e deriva dalle lingue aborigene (cfr. jagera garrawaŋ, dharug gurawaruŋ, thurawal kurrawah/kurrawang).

## Descrizione
Al genere vengono ascritte specie di dimensioni medio-grandi (44–57 cm di lunghezza, gli artamidi di maggiori dimensioni), dall'aspetto robusto e simile a quello di un corvo, munite di lunga coda squadrata, ali digitate, grossa testa con forte becco allungato e dalla punta della mandibola superiore lievemente uncinata e zampe forti (ma più corte rispetto a quelle di uccelli beccai e gazza australiana) e dagli artigli ricurvi.
Il piumaggio è nero o grigio-nerastro a seconda della specie presa in considerazione, talvolta con aree bianche sul quarto posteriore o nella zona del sottocoda: caratteristica di questi uccelli, utile per facilitarne il riconoscimento, è la presenza di iride gialla, in contrapposizione con l'iride bianca o bruno-nera dei corvidi, rispetto ai quali essi presentano inoltre aspetto più slanciato, testa più piccola in rapporto alle dimensioni del corpo e specialmente becco e coda più lunga.

## Biologia

Illustrazione di S. graculina.

I currawong sono uccelli dalle abitudini diurne e moderatamente sociali, che vivono in piccoli stormi (sotto la decina di individui, sebbene soprattutto durante l'inverno più gruppi tendano ad aggregarsi in stormi più numerosi) e passano la maggior parte della giornata alla ricerca di cibo nel proprio territorio, scacciando eventuali intrusi conspecifici. Questi uccelli sono piuttosto vocali, cercandosi continuamente con versi anche elaborati, fra i quali un caratteristico richiamo (emesso da ambo i sessi) al quale devono il proprio nome comune.

Caratteristico dei currawong è il bizzarro stile di volo, nel quale questi uccelli sembrano lasciarsi cadere di ramo in ramo, il quale risulta invece piuttosto efficace a muoversi velocemente nella vegetazione folta.
La dieta di questi uccelli è onnivora, componendosi di invertebrati e delle loro larve (spesso estratte mediante il forte becco dalla corteccia degli alberi), piccoli vertebrati (lucertole, scinchi e nidiacei), bacche e frutti.
La riproduzione avviene durante la seconda metà dell'anno: la costruzione del nido e la cova sono a completo carico della femmina, mentre le cure parentali verso i pulli sono condivise da ambedue i genitori.

## Distribuzione e habitat
Le tre specie di currawong sono diffuse lungo una vasta fascia costiera dell'Australia orientale, meridionale e sud-occidentale, oltre che in Tasmania.
L'habitat di questi uccelli, maggiormente legati alla presenza di una copertura arborea rispetto alle specie affini, è rappresentato dalle foreste di eucalipto, prediligendo per la riproduzione le foreste ben mature con grossi alberi: durante l'inverno australe, essi tendono a riunirsi in stormi e a migrare verso gli ambienti urbani, dove riescono a sopravvivere nutrendosi di rifiuti e piccoli animali attratti anch'essi dalla presenza umana, tendendo a divenire dominanti e scacciando le specie concorrenti.

## Tassonomia

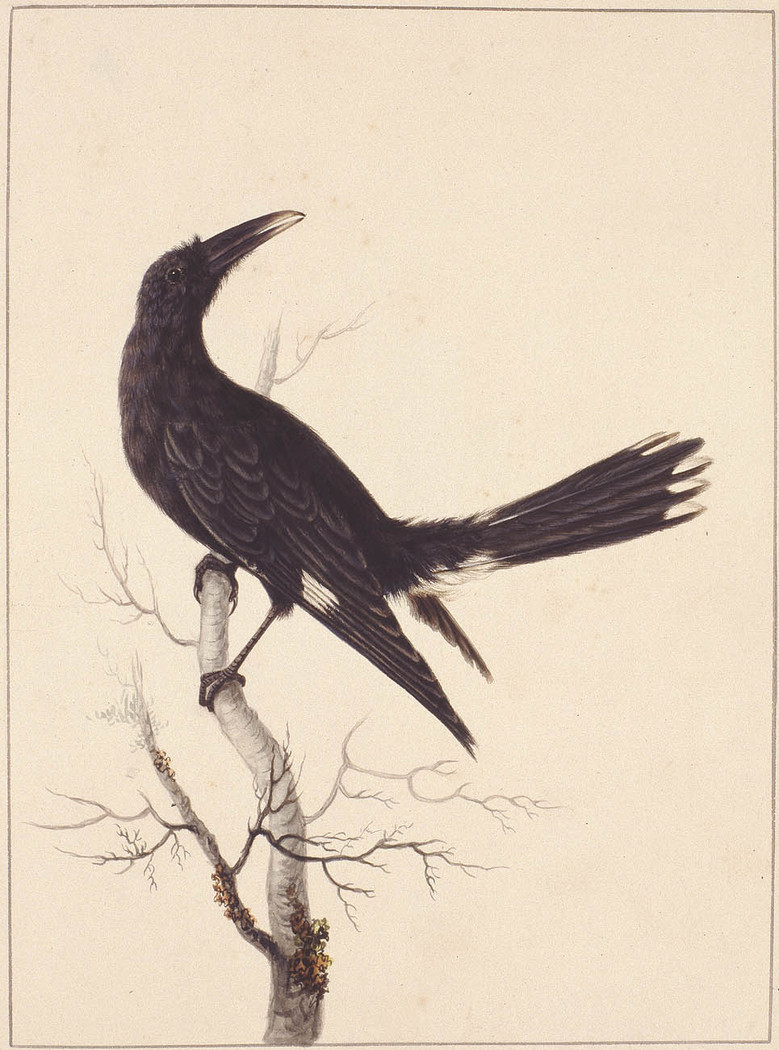
S. graculina.

Al genere vengono ascritte tre specie:
Genere Strepera
- Strepera graculina (Shaw, 1790) - currawong bianconero
- Strepera fuliginosa (Gould, 1837) - currawong nero
- Strepera versicolor (Latham, 1801) - currawong grigio

In virtù della certa variabilità fra le sottospecie, in passato il genere è giunto a contare una decina di specie: a parte le differenze morfologiche e cromatiche, tuttavia, le differenze genetiche fra le varie sottospecie di ciascuna specie sono minime.